# Vlhovec východní

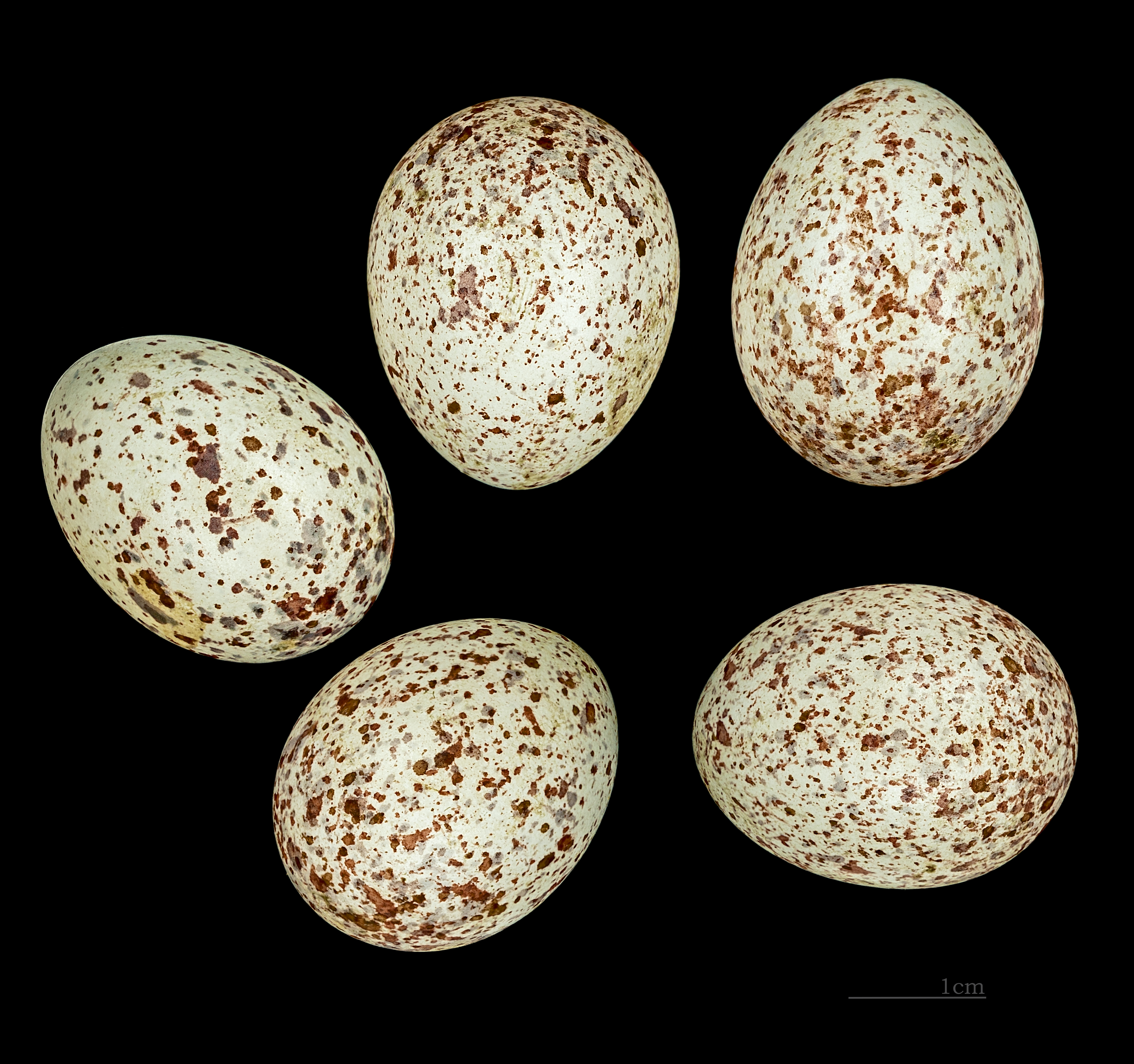
Sturnella magna

Vlhovec východní (Sturnella magna) je středně velký druh pěvce z čeledi vlhovcovitých (Icteridae). Dorůstá 20-22,5 cm, svrchu je šedo-hnědý, tmavě pruhovaný, spodinu těla, čelo a hrdlo má žluté, na hrudi je výrazný černý pruh ve tvaru písmene "V". Vyskytuje se v savanách, na pastvinách, polích a loukách na východě Spojených států, odkud zasahuje až do Střední Ameriky. Je částečně tažný. Živí se převážně hmyzem, ale také semeny a bobulemi. Hnízdí na zemi.